# Schulzhöhen
Die Schulzhöhen sind ein bis zu 2520 m hoher Gebirgszug im ostantarktischen Königin-Maud-Land. Sie ragen nordwestlich der Sørflya auf, dem südöstlichen Ausläufer der Kirwanveggen in der Maudheimvidda.
Entdeckt und benannt wurde der Gebirgszug bei der Deutschen Antarktischen Expedition 1938/39 unter der Leitung des Polarforschers Alfred Ritscher. Namensgeber ist Robert Schulz, Zweiter Ingenieur an Bord des Forschungsschiffs Schwabenland.